# Nowosiady (gmina Soleczniki)
Nowosiady (lit. Naujasėdžiai) − wieś na Litwie, w rejonie solecznickim, 7 km na północ od Solecznik, zamieszkana przez 66 ludzi. Przed II wojną światową w Polsce, w powiecie wileńsko-trockim województwa wileńskiego.